# 建武の乱
建武の乱（けんむのらん）は、建武政権期（広義の南北朝時代）、建武2年11月19日（1336年1月2日）から延元元年/建武3年10月10日（1336年11月13日）にかけて、後醍醐天皇の建武政権と足利尊氏ら足利氏との間で行われた一連の戦いの総称。延元の乱（えんげんのらん）とも。広義には、中先代の乱など建武政権期に発生した他の騒乱も含まれる。足利方が勝利して建武政権は崩壊し、室町幕府が成立した。一方、後醍醐天皇も和睦の直後に吉野に逃れて新たな朝廷を創立し（南朝）、幕府が擁立した北朝との間で南北朝の内乱が開始した。

## 経緯

### 前史
後醍醐天皇は大覚寺統と持明院統、更に自己の系統と実兄後二条天皇の系統（後の木寺宮・花町宮）との決着をつけるべく、倒幕運動を起こし、一度は事敗れて隠岐島に流されたものの、楠木正成や新田義貞、そして足利高氏（後の尊氏）の活躍で、元弘3年（1333年）遂に鎌倉幕府は滅亡し、幕府が立てた光厳天皇を排除して京都に復帰した（元弘の乱）。
鎌倉幕府の滅亡後、後醍醐天皇は建武の新政と呼ばれる新政治を開始した。足利高氏は倒幕に参加した武家の中でももっとも名門でこれに従う武士も多かった。そこで後醍醐は高氏を倒幕の勲功第一として、従四位下に叙されて鎮守府将軍・左兵衛督に任じられ、また武蔵国・下総国・常陸国の3つの知行国及び30箇所の所領を与えられた。さらに後醍醐の諱尊治から偏諱を受け尊氏と改名した。だが、尊氏自身は新政権（建武政権）において、弟の足利直義を成良親王の補佐として鎌倉に派遣し、足利家の執事である高師直やその弟師泰ら主だった重臣たちは参加させたものの、自身は入る事は無かった。このため、尊氏が新政権と距離を置いているという見方が広がり、世人はこれを「尊氏なし」と称した。これに危機感を抱いた護良親王は、尊氏の排除を計画するが、建武元年（1334年）には父・後醍醐天皇の命令で逮捕され、鎌倉の直義に身柄を預けられて幽閉の身となった。
建武政権は後醍醐天皇の情熱とは反対に混乱をきわめ、人々の反発を高めた。そんな中の建武2年（1335年）、前関東申次西園寺公宗と北条氏残党による天皇暗殺の企てが発覚し、続いて信濃国で北条高時の遺児時行を擁立した北条氏残党の反乱である中先代の乱が発生する。これを迎え撃とうとした直義はこれを防げずに護良親王を秘かに殺害した上で鎌倉を逃れ、時行軍は鎌倉に入る。尊氏は直義を救うべく鎌倉に向かおうとするが、後醍醐天皇に自らの征夷大将軍就任を奏請してこれが認められないと、8月2日に勅許を待たずに軍を発して直義の残兵と合流、途中で時行の軍を破って、同月19日には鎌倉を回復した。
尊氏は直義の勧めに従いそのまま鎌倉に本拠を置き、独自の武家政権創始の動きを見せはじめた。同年11月18日、尊氏は新田義貞を君側の奸であるとして後醍醐にその討伐を要請。
しかし翌日11月19日（1336年1月2日）、後醍醐天皇は、逆に一連の尊氏側の動きを反逆とみなし、義貞に尊良親王をともなわせて東海道を下らせ尊氏討伐を命じ、ここに建武の乱が開始した。東山道からは洞院実世による追討軍が鎌倉に向かい、奥州の北畠顕家にも同様の命令を発した。尊氏は、後醍醐の赦免を求めて浄光明寺に籠って隠退を宣言するが、直義・高師直ら足利軍が各地で劣勢となると、彼ら一族一党を救うため後醍醐に叛旗を翻すことを決意する。

### 経過
建武2年12月11日、足利尊氏は新田軍を箱根・竹ノ下の戦いで破り、京都へ進軍を始めた。この頃より、尊氏は持明院統の光厳上皇と連絡を取り、新田義貞討伐の院宣を得ようと画策する。これは叛乱の汚名を逃れて、自己の挙兵の正統性を得る行為であったことは、『太平記』・『梅松論』など諸書の一致した見方である。建武3年1月11日、尊氏は入京を果たし、後醍醐天皇はその前日に比叡山へ退いた。しかしほどなくして奥州から尊氏を追いかけて上洛する形となった北畠顕家と、行軍の遅れと箱根の戦況を聞いて京都へ撤退途中であった東山道の尊氏討伐軍、比叡山を守る楠木正成・新田義貞の攻勢に晒される。園城寺にいた足利軍を駆逐した新田・北畠軍は1月27日から30日にかけて京都とその周辺で攻勢をかけた。1月30日の戦いで敗れた尊氏は丹波国篠村八幡宮に撤退、続いて2月2日に摂津国兵庫に移動して西国の援軍を得て京都奪還を図るが、2月11日に摂津豊島河原の戦いで新田軍に大敗を喫したために戦略は崩壊する。尊氏は兵庫から播磨国室津に退き、赤松則村（円心）の進言を容れて更に九州に下った。
この時期に尊氏は、元弘3年以降に後醍醐天皇によって没収された所領を旧主に返還することを命じる文書群（元弘没収地返還令/返付令などと呼ばれる）を多数発給している。これにより、主に北条氏旧与党をはじめとする武士たちからの支持を獲得したとされる。
九州への西下途上、2月20日に長門国赤間関において九州の有力武将の1人である少弐頼尚に迎えられ、九州に入ると筑前国宗像大社の宗像氏範や豊後国の大友氏泰などもこれに加わった。この間に京都では元号を「延元」と改めたが、尊氏はこれを認めず依然として「建武」の元号を用いた。3月2日、筑前多々良浜の戦いにおいて後醍醐方の菊池武敏を破り、九州各地の後醍醐方を攻略した尊氏は京都に向かう決意を固め、4月3日に博多を出発、5月3日厳島にて光厳上皇の使者である三宝院賢俊から院宣を拝受した。5月5日に鞆に着く頃には院宣拝受の知らせを聞きつけた西国の武士を急速に傘下に集めていった。ここで軍議を開いた尊氏は直義に陸路で赤松円心が新田義貞に対して籠城を続けている播磨国白旗城に駆けつけるように命じ、自らは海路で京都に向かうことになった。5月18日には直義軍接近を知った新田義貞が白旗城の包囲を解いて兵庫に撤退した。『梅松論』によれば、この頃楠木正成は尊氏の再起とその勝利を予想して、新田義貞を処分して尊氏を赦免するように秘かに上奏して受け入れられなかったとされ、続いて『太平記』によれば足利軍東上とこれを受けた新田軍の白旗城からの撤退の知らせを聞いた正成は後醍醐に再度比叡山に退避していただいて義貞と自分で尊氏軍を挟みうちにする策を上奏するが今度も朝廷の面目を重んじる坊門清忠らに阻まれた（ただし、『太平記』でも西源院本には反対者は明記しておらず、同時代史料でも清忠が反対した事実は確認できない）。5月25日の湊川の戦いで足利軍は新田・楠木軍を破り、楠木正成兄弟は自害に追い込まれる。そのため、5月27日には後醍醐天皇はやむなく再度比叡山に籠り、持明院統の光厳上皇にも同行を迫った。上皇は足利軍接近のことを知るや病気と偽って京都に戻り、6月14日入京した尊氏に奉じられて京都・東寺に入った。

### その後
光厳上皇は足利尊氏入京の翌日である延元元年6月15日に、治天の君の権限をもって先の延元改元を無効として元号を建武に戻した（なお、現存する光厳上皇の宸筆に「延元元年」の年号記載の文書が存在するが、いずれも6月15日以前のものである）。続いて、尊氏は光厳上皇の意向を受けて8月15日にその弟の豊仁親王を皇位に就けた（光明天皇）。だが、光明天皇には三種の神器が備わっていなかったため、比叡山の後醍醐天皇が所持している三種の神器を確保する必要があった。だが、新田軍などが比叡山を守り、却って京都奪還のための戦いが起こる有様であった。そこで尊氏は比叡山の後醍醐天皇に対して和議を申し入れた。後醍醐天皇は秘かに新田義貞に対して皇太子恒良親王と異母兄の尊良親王を奉じて北国に下るように命じ、10月10日に京都へ戻った。京都に戻った後醍醐天皇は花山院に幽閉された上に、同年11月2日に光明天皇への神器譲与を強要され、「太上天皇」の尊号を贈られた。その直後の11月7日、尊氏は建武式目17条を定めて新たなる武家政権の基本方針を定め、続いて11月26日には足利尊氏は源頼朝と同じ権大納言に任じられた。尊氏は自らを「鎌倉殿」と称して鎌倉将軍の後継者であることを宣言、ここに室町幕府が実質的に成立した。ところが、後醍醐は同年12月21日に幽閉されていた花山院を脱出、2日後には大和国賀名生に入り、更に山中へ逃れた。12月28日には吉野吉水院を行宮に定め、豊仁親王に譲った三種の神器は偽物であり本物の神器は自らが吉野に持ってきた物であると称して独自の朝廷（南朝）を樹立するとともに、新田義貞や北畠顕家らに改めて尊氏討伐を命じた。
かくして、以後60年近くにわたる南北朝の内乱が幕明けることになる。この60年近くにわたる内乱は1392年（明徳3年）の明徳の和約による南北朝の統一によって一旦、終結を見るものの、1428年（正長元年）に持明院統嫡流の称光天皇が嗣子無くして没した時、大覚寺統派の者達（以下、後南朝）は明徳の和約の内容の一つであった両統迭立により、自分達の側から天皇を輩出できると考え、にわかに活動の気配を見せ始める。しかし、時の室町幕府第6代将軍足利義教は称光天皇の曾祖父後光厳天皇（北朝第4代天皇）の兄崇光天皇（北朝第3代天皇）の曾孫後花園天皇を即位させた。両統迭立を反故にされた形となった後南朝勢力はこれに激しく反発した。当時、鎌倉公方の反幕行為や大和永享の乱などの騒乱が頻発していた為、反幕府勢力の旗印となりうる南朝後胤の存在を室町幕府が危険視するのは自明の理であったこともあり、1434年（永享6年）に足利義教は南朝根絶の方針を明らかにした。後南朝側も1443年（嘉吉3年）に後花園天皇暗殺を企てて御所に乱入（暗殺は未遂に終わった）、三種の神器の内、剣と八尺瓊勾玉を奪い、南朝後胤である通蔵主・金蔵主兄弟（南朝最後の天皇である後亀山天皇の弟惟成親王の孫、世明王の息子達）を擁立して比叡山に逃れる禁闕の変を引き起こした。剣は変の首謀者達を処刑したと同時に奪還されたが、八尺瓊勾玉に関してはその後14年間、後南朝が所持していた。1457年（長禄元年）、1441年（嘉吉元年）の嘉吉の乱で取り潰された赤松氏の再興を目論んだ赤松遺臣らが「臣従する」という偽りの投降をして、当時の後南朝勢力の指導者であった自天王・忠義王兄弟を急襲、殺害した。同時に八尺瓊勾玉も一時的に奪還された。八尺瓊勾玉はその後、異変を察知した吉野の民によって奪い返され（同時に自天王の首も奪った）自天王の母の屋敷に戻されたものの、再度、赤松側が翌年の1458年（長禄2年）に再度襲撃をかけ、再び奪還され、後南朝側に戻ることはなかった（長禄の変。この功績により赤松氏は再興）。この長禄の変での敗北を以って、後南朝は実質的に滅亡した。
その後、後南朝に属する人物の足跡としては、応仁・文明の乱の只中の1471年（文明3年）に後南朝の嫡流小倉宮の末裔とされる人物が西軍によって一時的に「新主」として擁立されたこと（瀧川政次郎が「後南朝を論ず」でそう呼んだことに倣って「西陣南帝」と呼ばれている）、1479年（文明11年）7月19日に「南方の宮」が越後から越前に移ったこと（朝廷の官僚家小槻晴富の日記『晴富宿禰記』に記されている）、『勝山記』の1499年（明応8年）霜月（11月）、伊豆国の三島（現在の三島市）に流された「王」を北条早雲が諫めて相州（相模国）に退去させたというのものがあり、これらが南朝（その後胤である後南朝を含む）の史料上の終焉とされている。
室町時代末期の説話を収録した雑書の類まで範囲を広げると、『月庵酔醒記』に登場する「南帝」の使者としての鬼まで下ることができる。この雑書は関東の武家歌人一色直朝、入道して月庵と号した人物の著作で、成立時期は天正年間（1573年から1592年）頃と推定される。従って、この説話は南朝の史料上の終焉とされている年代よりも約80年から100年程経過した天正年間の、南朝勢力の想起（この頃における南朝の追憶・心象を示唆すると考えられる）をうかがわせる格好の素材と言える。南朝とその後胤である後南朝は説話の世界で語られるようになっていたのである。

## 備考

### 名称について
この一連の戦いについて、基本的には「建武の乱」が用いられることが多い。
古くは軍記物『太平記』の巻12「千種頭中将事」の赤松円心が播磨国守護職を奪われて深く恨む場面において、「サレハ建武ノ乱ニ俄ニ円心々替シテ朝敵ニ成リタリシモ此恨トソ聞シ」とあり、森茂暁はこの点を指摘して、当時から使用されていた用語として「建武の乱」の名称を採用している。また、『国史大辞典』「南北朝の内乱」の項（佐藤和彦担当）でも「建武の乱」の用語が使用されている。その他、楠木武も「建武の乱」を採用している。また、『太平記』では、流布本巻32「剣璽なくして御即位の例なき事附院御所炎上の事」で、元弘の乱と合わせて、「元弘建武の乱」とひとまとめにして扱っている語例も存在する。
一方、この一連の戦いの最中の建武3年2月29日（ユリウス暦1336年4月11日）に、建武政権によって「延元」への改元が行われたため、『日本国語大辞典』など「延元の乱」の名称を用いる辞典もある。